# Joseph Maria Olbrich
Joseph Maria Olbrich (Opava, Imperi Austrohongarès, 22 de desembre de 1867 - Düsseldorf, Imperi Alemany, 8 d'agost de 1908) va ser un arquitecte austríac, cofundador de la Secessió de Viena.

## Biografia
Olbrich va nàixer a Opava, a la Silèsia (actualment part de la República Txeca), fou el tercer fill d'Edmund i Aloisia Olbrich. Tenia dues germanes, que moriren abans que ell naixés, i dos germans més joves, John i Edmund Olbrich.
Olbrich va estudiar arquitectura a la Wiener Staatsgewerbeschule i a l'acadèmia de belles arts de la mateixa ciutat, on fou distingit amb diversos premis. En destaca especialment el Prix de Rome, que li va permetre viatjar per Itàlia i el Nord d'Àfrica. L'any 1893 va començar a treballar a l'estudi d'Otto Wagner, on probablement participà en la construcció de bona part dels edificis del metro de Viena.

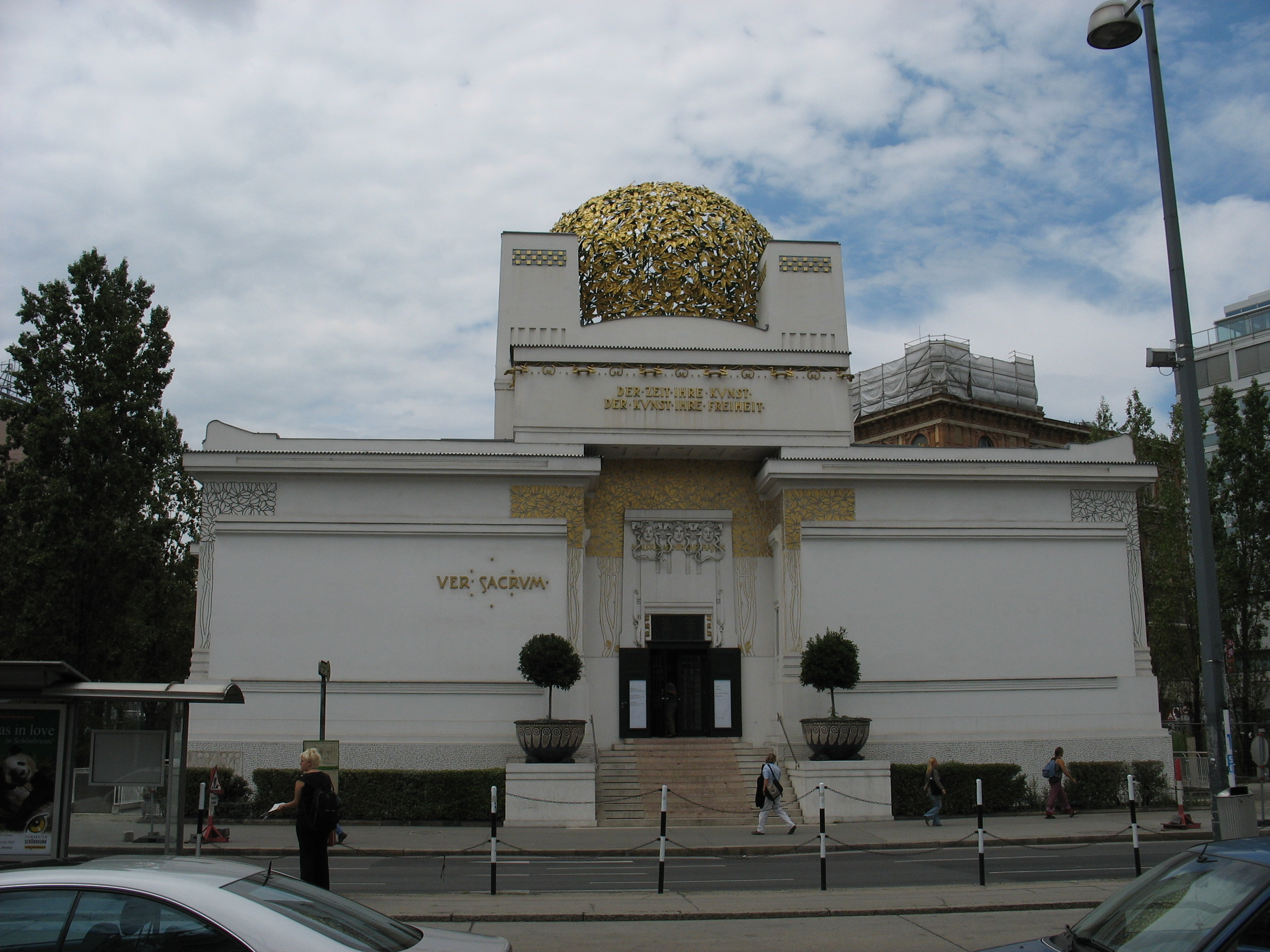
Pavelló de la Secessió de Viena.

L'any 1897, Gustav Klimt, Olbrich, Josef Hoffmann i Coloman Moser van fundar la Secessió de Viena. Olbrich en va dissenyar el pavelló d'exposicions, l'edifici de la Secessió de Viena, que va esdevenir un dels símbols característics del moviment. L'any 1899, Ernest Lluís de Hessen-Darmstadt va fundar la colònia d'artistes de Darmstadt, per a qui Olbrich va dissenyar diverses cases i espais expositius. L'any següent, Olbrich va obtenir la ciutadania de Hessen i fou nomenat catedràtic per part del gran duc. Les obres que projectà en aquesta època, especialment els pavellons d'exposició per la Secessió de Viena i la de Darmstadt tingueren una gran influència en el desenvolupament de l'art nouveau.
Posteriorment, Olbrich va atendre diversos encàrrecs arquitectònics, a més d'experimentar en l'àmbit del disseny i les arts aplicades, dissenyant ceràmica, mobles, enquadernacions i instruments musicals. El disseny de pati i interiors que va presentar a l'Exposició Internacional de Louisiana van ser distingits amb el primer premi i foren molt ben vistos per la crítica de l'època. Poc temps després fou nomenat membre corresponent de l'American Institute of Architects.
L'any 1903 es casà amb Claire Morawe, però poc temps després del naixement de la seva filla Marianne, el 8 d'agost de 1908, Olbrich moria a Düsseldorf, víctima d'una leucèmia.